# Alliance of Reformed Baptist Churches
Alliance of Reformed Baptist Churches (ARBC) var ett baptistiskt trossamfund i Kanada, bildat den 20 oktober 1888 i Woodstock, New Brunswick.
1966 gick man samman The Wesleyan Methodist Church of America och 1968 med Pilgrim Holiness Church och bildade Wesleyanska kyrkan.